# U 869 (Kriegsmarine)
De U 869 was een type IXC/40-type U-boot van de Duitse Kriegsmarine tijdens de Tweede Wereldoorlog.
Hij stond onder bevel van kapitein-luitenant-ter-zee Hellmut Neuerburg. De U 869 werd op 11 februari 1945 tot zinken gebracht. Aanvankelijk dacht men dat de U-boot voor Gibraltar gezonken was, maar tientallen jaren later werd de boot teruggevonden voor de kust van de Amerikaanse staat New Jersey, door een Amerikaans duikteam.

## Geschiedenis
22 november 1944 - Op deze dag vertrok de U 869 onder commando van Hellmut Neuerburg voor een missie naar de Amerikaanse wateren. Maar eerst moest hij naar de buurt van Gibraltar om te bunkeren.
Deze opdracht zou enkele maanden duren. Tijdens zijn overtocht werd hem radiostilte bevolen.
Daarom kende men tijdens deze patrouille de positie van de U 869 niet opvolgen.
11 februari 1945 - Op deze dag werd de U 869 ontdekt door de Amerikaanse marine en meteen aangevallen. De onderzeeër werd met dieptebommen en hedgehogs bestookt totdat hij zonk in de buurt van een door hem verkend konvooi CU-58 die voor de kust van New Jersey voer.

## Einde U-869
Gezonken op 11 februari 1945 voor de kust van New Jersey, Verenigde Staten, in positie 39° 33′ 0″ NB, 73° 2′ 0″ WL, door dieptebommen en hedgehogs van Amerikaanse torpedobootjagers USS Howard D. Crow (DD-252) en USS Koiner (DE-331). Hierbij kwamen alle 56 bemanningsleden, waaronder hun commandant Hellmut Neuerburg, om het leven.

## Mysterieus wrak
Aanvankelijk had men gedacht dat de U 869 nooit naar de Amerikaanse kust was gevaren en dat hij na de bunkering nabij Gibraltar tot zinken werd gebracht. Maar later werd de boot per toeval ontdekt door Amerikaanse vissers, die hun netten op die plaats verloren. De plaats waar dat gebeurde markeerden ze op hun kustkaarten, om in het vervolg niet meer op die plaats hun netten uit te zetten. Op de plaats waar de U 869 ligt is de bodemdiepte ongeveer 73 meter.

## Duiken naar deU 869
Het noodlot van deze U-boot werd nog eens herzien, mogelijk voor de laatste maal, in juni 2005.
De Duitse U-boot werd gevonden voor de kust van New Jersey, Verenigde Staten, op 2 september 1991 door verscheidene duikers, die op aanwijzingen van de plaatselijke vissers, naar het mysterieuze wrak doken.
Het duiken naar het 73 meter diep gelegen wrak was niet zonder gevaren. Het Amerikaanse duikteam heeft er een hele tijd over gedaan om het wrak nader en grondig te onderzoeken. Op die diepte kon men ong. een half uur, hoogstens drie kwartier onder water blijven, met gevaar voor de gevreesde caissonziekte en bij lange duiken een tekort aan luchtflessen.
De duikers ontdekten een groot gat aan de bakboordromp, ongeveer iets achter de toren. Daar zwommen ze binnen in troebel water van het wrak.
Een omvergeslagen machineboiler versperde de weg. De duiker moest zonder zijn persluchtfles op zijn rug, tussendoor wringen om de machinekamerruimte te kunnen bereiken. Een andere duiker hield zijn persluchtfles bij de hand en bleef er ter plaatse de donkere ruimte met zijn zoeklichtlamp beschijnen.
Uiteindelijk na lang speurwerk vonden ze aanwijzingen en het beruchte mes van ene 'Horenburg', dat erop wees, dat het wel degelijk de U 869 was.
Op 31 augustus 1997 rapporteerde hetzelfde duikersteam als aanwijzing, dat de teruggevonden U-boot wel degelijk de U 869 was. Tijdens het wrakonderzoek werd een mes gevonden van een opvarende matroos, een zekere 'Horenburg' en door onderzoeking in de machinekamer. Daar vonden ze aanwijzingen van UZO-torpedo-nummeringen die verwezen naar deze boot.
Deze locatie was 39° 33′ 0″ NB, 73° 20′ 0″ WL op ongeveer 230 voet (ong. 73 meter) diepte.

## Horenburg-mes
Met deze aanwijzingen ging het Amerikaanse duikteam naar het Oorlogsonderzoek-Archief-Centrum van Berlijn. De genaamde 'Horenburg' werd opgezocht in de U-bootarchieven. Daar kwam men tot de conclusie dat de matroos op de U 869 diende, dankzij zijn mes, met zijn initialen erop, en de nummeringen in de machinekamerkasten. De naam van de commandant, Hellmut Neuerburg, werd eveneens opgezocht en bleek dat zijn familie, de Neuenburgs, naar de Verenigde Staten waren geëmigreerd. Er werd een correctie uitgevoerd zodat de U 869 officieel voor de Amerikaanse kust tot zinken werd gebracht, en niet nabij Gibraltar, waar men eerst aanvankelijk had gedacht.

## Condolatie
Zodoende kwam het duikteam bij de familie terecht die eveneens in New Jersey woonden. De familie had geen notie waar precies hun commandant-familielid gesneuveld was. De achternicht van de U-bootcommandant werd op de hoogte gebracht en gecondoleerd door het duikteam. Meteen wist de Duits-Amerikaanse familie nu, dat hun geliefde oom vlak voor de kust van hun New Jersey zijn laatste rustplaats had gevonden, en niet zo ver van hun thuis.